# Prometheus - The Discipline of Fire & Demise
Prometheus - The Discipline of Fire & Demise – czwarty album norweskiej grupy blackmetalowej Emperor, wydany 22 października 2001 roku. Powtórnie wydany w 2006 przez Back on Black Records. Twórcą tekstów i muzyki jest Vegard "Ihsahn" Tveitan.
Po wydaniu albumu grupa rozeszła się, ponieważ Tomas "Samoth" Haugen i Trym "Trym" Torson byli bardziej skłonni grać death metal (udzielając się w zespole Zyklon) niż black metal, w odróżnieniu od Ihsahna.

## Lista utworów
| Nr | Tytuł utworu              | Autorzy | Długość |
| -- | ------------------------- | ------- | ------- |
| 1. | „The Eruption”            | Ihsahn  | 6:28    |
| 2. | „Depraved”                | Ihsahn  | 6:32    |
| 3. | „Empty”                   | Ihsahn  | 4:16    |
| 4. | „The Prophet”             | Ihsahn  | 5:41    |
| 5. | „The Tongue Of Fire”      | Ihsahn  | 7:10    |
| 6. | „In The Wordless Chamber” | Ihsahn  | 5:12    |
| 7. | „Grey”                    | Ihsahn  | 5:05    |
| 8. | „He Who Sought The Fire”  | Ihsahn  | 5:28    |
| 9. | „Thorns On My Grave”      | Ihsahn  | 5:55    |
|    |                           |         | 51:47   |

## Twórcy
- Vegard "Ihsahn" Tveitan - śpiew, gitara, gitara basowa, instrumenty klawiszowe
- Tomas "Samoth" Haugen - gitara
- Trym "Trym" Torson - perkusja